# Zufallstechnik
Zufallstechniken sind Methoden zur Ideenfindung (Kreativitätstechniken), die auf dem Prinzip des zufälligen Inputs basieren. 

## Prinzip
Das Prinzip der Zufallstechniken besteht darin, zufällig ausgewählte Bilder oder Wörter als Anregung zur Lösung einer Ideenfindungsaufgabe zu verwenden. Dabei spielt die Quelle der Anregungen keine Rolle.
Das Zufallselement dient dazu, Assoziationen zu wecken, auf die man bei einer Betrachtung des Problems allein nicht gekommen wäre. Auf diese Weise entstehen neue Ideen.

## Ablauf
Der Ablauf dieser Techniken ist sehr einfach:
1. Es wird eine möglichst große, allgemeine Quelle von Bildern oder Wörtern bereitgestellt.
2. Daraus wird ein Wort oder Bild zufällig ausgewählt.
3. Dieses wird als Anregung zur Lösung der Aufgabe verwendet.

## Varianten
Es gibt viele Varianten der Zufallstechnik. Zu den bekanntesten gehören
- Die Katalog-Technik (Zufallsquelle ist ein Warenkatalog)
- Die Lexikon-Technik (Zufallsquelle ist ein Lexikon)
- Die Reizwortanalyse (Zufallsquelle ist ein beliebig ausgesuchtes Wort)
- Die Bisoziationstechnik

Es können aber beliebige Quellen zufälliger Wörter oder Eindrücke benutzt werden, z. B.
- Ein Bummel durch ein Warenhaus
- Blättern in Zeitschriften

## Anwendungsbeispiele
Die Bildergalerie
- Es werden Ideen für einen Supermarkt gesucht.
- Der Katalog wird an einer zufälligen Seite aufgeschlagen; dort sind Wachsmalfarben abgebildet.
- Aus dieser Anregung entsteht die Idee, Bilder von Kindern (vielleicht von den Kunden?) im Supermarkt auszustellen.

Die Landkarte
- Es werden Ideen für einen Supermarkt gesucht.
- Als zufälliges Input wird ein Urlaubsbild genutzt.
- Zu einer Urlaubsreise gehört eine Karte. Man könnte den Kunden eine „Karte“ geben, wo sie die verschiedenen Waren im Supermarkt finden.

Künstlerischer Strukturen
- Zufallstechniken finden bei Künstlern, Schulkindern und sogar bei Kindergartenkindern Anwendung (Aleatorik)

## Vorteile
Vorteile der Zufallstechniken sind:
- Sie sind im Ablauf sehr einfach.
- Sie können überraschende Ideen produzieren.
- Sie sind abwechslungsreich.

## Nachteile
Nachteile der Zufallstechniken sind:
- Ungeübten fällt die Übertragung der zufälligen Anregungen auf die Aufgabenstellung oft schwer. Dies kann zu Frustrationen führen.
- Die Übertragung des Zufallsinputs auf die Aufgabenstellung gelingt oft nicht: Die Streuverluste sind also hoch.